# Ralph Richardson
Sir Ralph David Richardson (Cheltenham, Gloucestershire, Egyesült Királyság, 1902. december 19. – Marylebone, London, 1983. október 10.), BAFTA-díjas brit színpadi és filmszínész. Kortársaival, Laurence Olivier-vel, Michael Redgrave-vel és John Gielguddal együtt a 20. századi angol nyelvű karakterszínészet kiemelkedő képviselője; klasszikus szerzők, különösen Shakespeare műveinek ihletett tolmácsolója. Fél évszázadot átfogó színpadi munkássága mellett még kb. 60 mozifilmben is szerepelt, rendezőként és producerként is dolgozott.

## Élete

### Származása, tanulmányai
Képzőművész családban született, Arthur Richardson festőművész és Lydia Russell harmadik, legifjabb fiaként. Apja 1893-tól a Cheltenham Ladies’ College művészeti tárgyakért felelős vezetője volt. 1907-ben anyjuk elhagyta a családot, két idősebb fiú, Christopher és Ambrose az apával maradt, az ötéves Ralphot anyja magával vitte. A szétválás oka nem ismert, életrajzírók az apa házasságtörő viszonyát gyanítják. Ralphot anyja római katolikus hitben nevelte fel. 
Kezdetben nem akart színész lenni. Rossz tanuló volt. Anyja papnak szánta, de ő megszökött a szemináriumból. 1919-ben egy brightoni biztosítótársasághoz szegődött, de a rendszeres irodai munka nem tetszett neki. Elhunyt nagyanyja pénzt hagyott rá, ebből beiratkozott a brightoni képzőművészeti iskolába, de úgy találta, ehhez sincs kellő tehetsége és kitartása. 1921-ben egy Hamlet-előadást nézve döntött úgy, hogy félbehagyja a képzőművészetet, és szerencsét próbál a színpadon. Maradék pénzéből a brightoni színház igazgatójától tanórákat vett. 

### Színészi pályája
1920 decemberében debütált a brightoni helyi színházban, mint csendőr a Nyomorultak előadásában. Hamarosan Shakespeare-szerepeket is kapott. Az 1920-as években vándor színtársulatokkal lépett fel, faluról falura utazva. 1925-ben már Londonban szerepelt az Ödipusz Colonusban c. drámában. 1931-től John Gielgud Old Vic társulatának tagja lett. Gielgudtól sokat tanult, Shakespeare-alakításai nagy figyelmet keltettek. Az 1930-as években néhány évra az Old Vic vezetője lett, Gielgud utódjaként. Leghíresebb szerepei Peer Gynt és Falstaff voltak.
1933-tól kezdve kisebb filmszerepekben bizonyította tehetségét. Keresett karakterszínésszé fejlődött. Öt évtizeden át hatvannál több mozifilmben szerepelt. Széles spektrumú színész volt, szinte bármilyen stílusú szerepet el tudott játszani, klasszikus filmek mellékszereplőit, drámai főszerepeket, kortárs környezetben játszódó drámák, vígjátékok és kalandfilmek úriember, szélhámos és katona szerepeit is. 1936-ban a H. G. Wells regényeiből készült Mi lesz holnap? c. science-fictionban a diktatórikus Főnököt játszotta el.
A második világháború küszöbén Richardson önkéntesként csatlakozott a brit haditengerészethez. Mivel az 1930-as években megszerezte a repülőgépvezetői jogosítványt, a pilóthiánnyal küzdő haditengerészeti légierőhöz helyezték, alhadnagyi rangban. Fegyelmezetlensége és szétszórtsága miatt azonban csak földi adminisztratív beosztásban engedték dolgozni. Filmes szereplései miatt rendszeresen szabadságolták hosszabb-rövidebb időre. 1939-ben a The Lion Has Wings című háborús propagandafilmben a Brit Királyi Légierő századparancsnokát alakította, akinek családnevét is odakölcsönözte („Wing Commander Richardson”).
A világháború után Laurence Olivier-val együtt vezette az Old Vic színházat. A sikerek ellenére a két sztár konfliktusba került egymással, 1947-ben Richardsont elbocsátották az Old Vic-től.  Az 1950-es években a londoni West End és a New York-i Broadway színházaiban játszott. Munkásságának gerincét színházi szereplései adták, emellett rendszeresen filmezett is. 
1947-ben lovaggá ütötték, ettől kezdve Sir Ralph Richardson néven szerepelt.
Egy alkalommal a filmrendezéssel is megpróbálkozott. 1951-ben saját főszereplésével megrendezte a Home at Seven című filmet, amelynek színpadi változatában korábban rendszeresen szerepelt.
Sidney Lumet 1962-es Hosszú út az éjszakába c. drámájában Richardson Dean Stockwellel és Jason Robardsszal együtt játszott. A három férfi főszereplő alakítását az 1962-es cannes-i filmfesztiválon a legjobb férfi szereplőnek járó díjjal tüntették ki.
1966-ban  Basil Dearden rendező Khartoum – A Nílus városa c. történelmi filmjében William Ewart Gladstone miniszterelnököt játszotta, a szerepért a legjobb brit színésznek járó BAFTA-díjra jelölték.
Két alkalommal jelölték a legjobb mellékszereplőnek járó Oscar-díjra. Először 1950-ben, William Wyler rendező Az örökösnő című filmjében, Olivia de Havilland filmbéli apjának, Dr. Slopernek alakításáért. Másodszor 1985-ben, már posztumusz jelölést kapott, mint az Earl of Greystoke alakítója, Hugh Hudson rendező Tarzan, a majmok ura című filmjében.
Magyar szinkronhangját Bács Ferenc, Barbinek Péter, Benkő Gyula, Gera Zoltán, Makay Sándor és Szabó Sándor adták.

### Magánélete
1924 augusztusában kötött házasságot Muriel Hewitt-tel, aki 1942. október 5-én elhunyt. A megözvegyült Richardson 1944. január 26-án feleségül vette Meriel Forbes (1913–2000) színésznőt. Egy közös fiuk született, Charles Richardson (1945–1998).
Barátai és életrajzírói kifogástalan és nagyvonalú úriemberként írtak róla, aki csapongó életvitelét, furcsa egyéni szokásait élete végéig megtartotta. Kedvenc egereivel ment sétálni, motorkerékpárokat gyűjtött, és még idős korában, jóval 70 fölött is szeretett nagy sebességgel száguldozni.

### Elhunyta

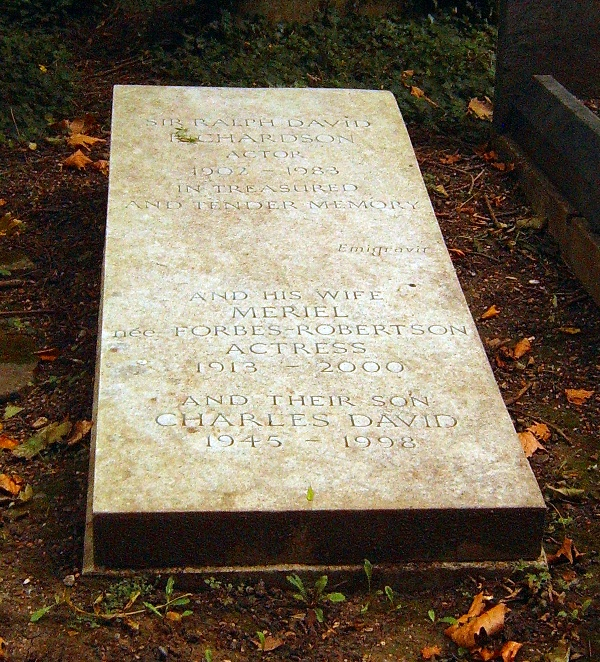
Sírja a londoni Highgate temetőben

Utoljára 1983-ban, nyolcvanadik életévében lépett színpadra, a londoni National színházban egy Eduardo De Filippo-darabban. Az előadást a kritikusok lehúzták, de Richardson alakítását dicsérték. Röviddel ezután, Richardsont több agyvérzés érte, melyek következtében október 10-én elhunyt. London színházai elsötétítéssel emlékeztek a színpad „nagy mágusára”. A londoni Highgate temetőben helyezték örök nyugalomra, egy hónappal később a Westminster apátságban nagyszabású misét celebráltak emlékezetére.
1998-ban elhunyt fiát, Charles-t és 2000-ben elhunyt özvegyét, Meriel Forbes-Richardsont is mellé temették.

## Főbb filmszerepei
- 1933: The Ghoul; Nigel Hartley
- 1933: Friday the Thirteenth; Horace Dawes
- 1934: The Return of Bulldog Drummond; Hugh „Bulldog” Drummond órnagy
- 1935: Bulldog Jack; Morelle
- 1936: Mi lesz holnap? (Things to Come); a Főnök
- 1936: A csodálatos ember (The Man Who Could Work Miracles); Winstanley ezredes
- 1936: Egy amerikai Londonban (Thunder in the City); Manningdale
- 1937: Othello; Othello
- 1938: A válóperes leány (The Divorce of Lady X); Lord Mere
- 1938: Réztábla a kapu alatt (The Citadel); Denny
- 1939: Négy toll (The Four Feathers); Denny
- 1948: Karenina Anna (Anna Karenina); Karenin
- 1948: Ledőlt bálvány (The Fallen Idol); Baines
- 1949: Az örökösnő (The Heiress); Dr. Austin Sloper
- 1951: Home at Seven; David Preston (rendezőként is)
- 1955: III. Richárd (Richard III); Buckingham hercege
- 1959: Havannai emberünk (Our Man in Havana); „C”
- 1960: Exodus; Sutherland tábornok
- 1962: Hosszú út az éjszakába (Long Day’s Journey Into Night); James Tyrone
- 1962: A háromszáz spártai (The 300 Spartans); Themisztoklész
- 1964: Gyilkosság a hajón (Charles Richmond); Charles Richmond
- 1965: Doktor Zsivágó (Doctor Zhivago); Alekszandr Gromeko
- 1965: Falstaff; narrátor hangja (angol)
- 1966: Elcserélt küldemények (The Wrong Box); Joseph Finsbury
- 1966: Khartoum – A Nílus városa (Khartoum); William Gladstone
- 1969: Ó, az a csodálatos háború (Oh! What a Lovely War); Sir Edward Grey
- 1969: Midas Run; Lord Henshaw
- 1969: A szoba-konyha (The Bed Sitting Room); Lord Fortnum
- 1969: Angliai csata (Battle of Britain); Sir David Kelly svájci brit nagykövet
- 1970: Tükörútvesztő (The Looking Glass War); Leclerc
- 1970: Copperfield Dávid (David Copperfield), tévéfilm, Mr. Micawber
- 1972: Mesék a kriptából (Tales from the Crypt); a kriptaőr
- 1972: Alice Csodaországban (Alice’s Adventures in Wonderland); a hernyó
- 1973: Babaház (A Doll’s House), Dr. Rank
- 1973: A szerencse fia (O Lucky Man!); Sir James Burgess / Monty
- 1975: Rollerball (Rollerball); könyvtáros
- 1977: A vasálarcos férfi (The Man in the Iron Mask), tévéfilm; Colbert pénzügyminiszter
- 1977: A Názáreti Jézus (Jesus of Nazareth); Szimeon
- 1978: Senkiföldje (No Man’s Land), tévéfilm, Hirst (Harold Pinter-adaptáció)
- 1978: Gesztenye, a honalapító (Watership Down), animációs film; Főnyúl (Chief Rabbit, hang)
- 1981: Sárkányölő (Dragonslayer); Ulrich
- 1981: Időbanditák (Time Bandits); a Legfelsőbb Lény
- 1982: A vád tanúja (Witness for the Prosecution), tévéfilm; Sir Wilfred Robarts
- 1981–1982: Wagner, tévé-minisorozat; Pfordten
- 1984: Tarzan, a majmok ura (Greystoke: The Legend of Tarzan, Lord of the Apes); Greystoke VI. earlje
- 1984: Six Centuries of Verse, irodalmi tévésorozat; „Shakespeare 1564–1616” c. rész, versmondó
- 1984: Add át üdvözletem a Broad Streetnek (Give My Regards to Broad Street); Jim

## További információ
- Ralph Richardson a PORT.hu-n (magyarul)
- Ralph Richardson az Internetes Szinkronadatbázisban (magyarul)
- Ralph Richardson az Internet Movie Database-ben (angolul)
- Ralph Richardson a Rotten Tomatoeson (angolul)
- Ralph Richardson az AlloCiné weboldalán (franciául)
- Ralph Richardson Profile. Famousfix.com. (Hozzáférés: 2023. január 18.)